# Casa de México (París)
La Maison du Mexique (en español: Casa de México) es una residencia ubicada en la Ciudad Internacional Universitaria de París, en el distrito XIV de París, Francia. La residencia aloja principalmente a estudiantes de posgrado, investigadores y artistas de nacionalidad mexicana que realicen estudios de tercer ciclo en alguna universidad de la región parisina. La Casa de México cuenta con servicio de biblioteca, salas de música  y sala de conferencia.

## Historia y construcción
En 1920, el gobierno francés invitó a México a participar en el proyecto de construcción de la Ciudad Internacional Universitaria de París. En el año 1925 se había asignado un sitio para la construcción de una residencia cuyo objetivo sería el alojamiento de estudiantes mexicanos. La construcción fue financiada por el gobierno mexicano y por familias de la colonia francesa establecida en México y algunas empresas.
La residencia fue diseñada por los arquitectos Jorge L. Medellín y Roberto E. Medellín y fue inaugurada en 1953. En ese momento la Casa de México era la vigesimoquinta residencia de la Ciudad Internacional Universitaria de París.[cita requerida]

## El edificio
La Casa de México está compuesta por dos edificios conectados por un pasillo. El edificio más grande consta de cinco pisos y el segundo de tres.  La residencia alberga alrededor de 80 habitaciones. Cuenta con una sala de conferencias, una espaciosa estancia y una biblioteca llamada Sor Juana Inés de la Cruz, la cual cuenta con 12.000 volúmenes de libros referentes a México.[cita requerida]
En la fachada lateral derecha se encuentra un bajorrelieve en piedra que hace referencia al descubrimiento de pinturas mayas en el sitio arqueológico de Bonampak.[cita requerida]

## Directores
- Manuel Cabrera Maciá: 1953 a 1959
- Manuel de la Lama: 1959 a 1962

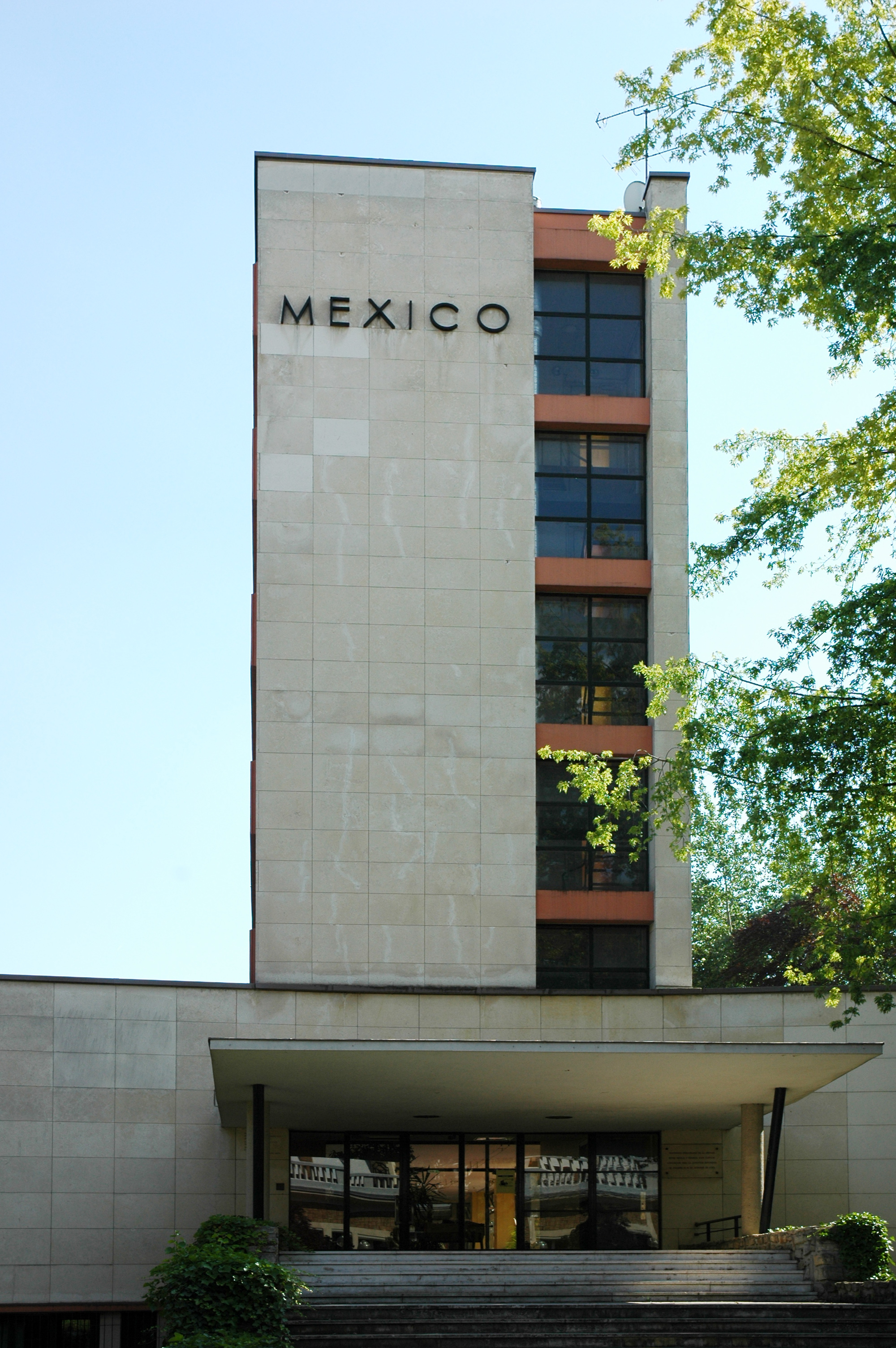
Parte frontal de la Casa de México, en París.

- Carlos González Parrodi: 1962 a 1965
- Leonardo Silva Espinosa: 1965 a 1970
- Jorge Silva Castillo: 1970 a 1981
- Yuriria E. Iturriaga de la Fuente: 1981 a 1983
- Gerardo Estrada Rodríguez: 1983 a
- Enrique Riva Palacio: 1987 a 1993
- Ma. Antonieta García Lascuraín: 1993 a 1995
- María Teresa Brindis Pérez: 1995 a 2001
- Guillermo Sheridan Prieto: 2001 a 2003
- Guillermo Ordorica Robles: 2003 a 2006
- Marivel Gómez Treviño: 2007 a 2008
- Francisco Betancourt Blake: 2008 a 2010
- José Antonio De La Vega Asmítia: 2010 a 2012
- Sara Valdés Bolaño: 2012 a 2013
- Martha I. Bringas Colín: 2013 a 2018
- Alexander Naime: 2018-2019
- Claudia Elena Saucedo González: 2019 a la fecha

## Residentes destacados
Entre sus antiguos residentes se encuentran:
- Graciela de la Lama, diplomática, sanscritista e investigadora.
- Mario Lavista, compositor.
- Enrique González Pedrero, político, historiador, escritor.
- Xavier Cortés Rocha, arquitecto
- Margo Glantz, escritora, profesora.
- Ramón Xirau, filósofo y poeta.
- José Bergamin, poeta español.
- Josep Palau, poeta catalán.
- Gabriel Zaid, poeta, editor, crítico literario.
- Salvador Elizondo, escritor.
- Fernando del Paso, escritor, historiador, economista.
- Francisco Toledo, pintor.
- Marcos Moshinsky, físico.
- Manuel Bartlett Díaz, político.
- Cuauhtémoc Cárdenas Solórzano, ingeniero, político.
- Porfirio Muñoz Ledo, político.
- Rafael Segovia, politólogo
- Tomás Segovia, poeta
- Manuel Michel y José Luis González de León, cineastas.
- Lilia Carrillo, pintora
- Rodolfo Stavenhagen, científico social
- Manuel Felguérez, pintor
- Fernando Serrano Migallón, abogado y economista
- Paloma Ulacia, pintora y escritora
- Ricardo Guerra, filósofo
- Fernando García Ponce, pintor
- Rodolfo Menéndez Menéndez, político
- Juan Ibáñez, director de cine
- Paul Leduc, director de cine
- Jorge Torres Sáenz, compositor y filósofo.
- Emilio Uranga, filósofo
- Mario Monteforte Toledo, escritor
- Víctor Flores Olea, politólogo, fotógrafo
- Fernando Lozano, director de orquesta.
- Jaime Moreno Villarreal, escritor
- Yolanda Moreno Rivas, historiadora
- Rodolfo Nieto, pintor.
- Carlos Emilio Olvera Avelar, escritor y director de escena.[cita requerida]
- Jorge A. De León de la Mora, Investigador Catedrático I.P.N.[cita requerida]